# 1904年の航空
< 1904年
1903年の航空 - 1904年の航空 - 1905年の航空

## 航空に関する出来事

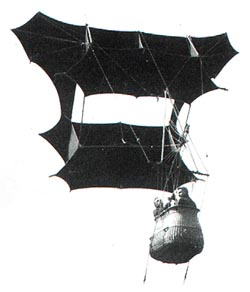
着弾観測用の箱凧（サミュエル・コーディ設計）

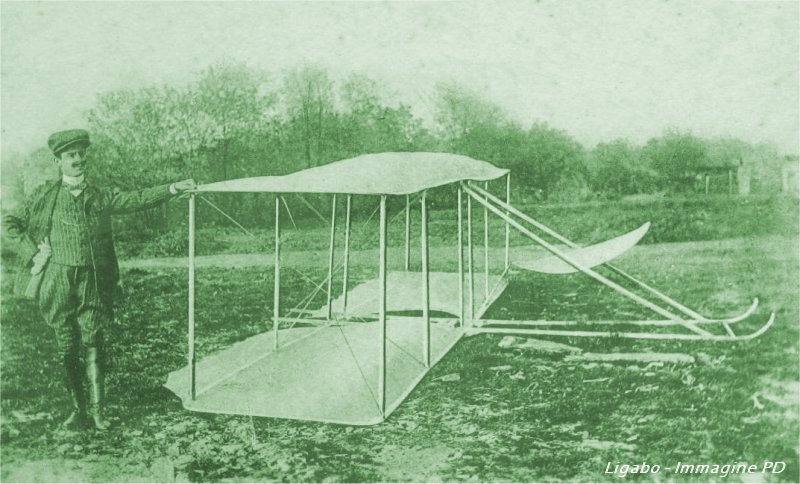
アルド・コラッツァとグライダー

- 1904年（明治37年） - ライト兄弟が、ドイツとフランスに対して、飛行機の特許を請求する。
- 3月15日 - エルネスト・アルシュデック(Ernest Archdeacon)とアンリ・ドゥッシュ＝ド＝ラ＝ムルト(Henri Deutsch de la Meurthe)が飛行機による1kmの周回飛行の成功に贈る、50,000フランのドゥッシュ・アルシュデック賞(Grand Prix d'Aviation Deutsche-Archdeacon)を作った。（1908年1月にアンリ・ファルマンが獲得する。）
- 4月3日 - ガブリエル・ヴォアザンがグライダーで25秒の飛行に成功する。
- 5月11日-14日 - ロシア海軍の巡洋艦ロシアから気球が偵察のために用いられた。海上に着水して破損するまで13回の浮上に成功した。
- 5月23日 - ライト フライヤー2号の最初のテストが行われた。
- 6月 - 日露戦争で、臨時軍用気球隊（隊長河野長敏）が編成され、旅順攻撃の第3軍に配属された。8月3日に大連に上陸、10月上旬まで偵察任務についた[1]。
- 6月 - イギリス陸軍がサミュエル・フランクリン・コーディの人をのせる箱凧の実験を行った。
- 8月3日 - トーマス・スコット・ボールドウィンがアメリカで最初に成功した飛行船「カリフォルニア・アロー号」のデモ飛行を行う。
- 9月20日 - ライト フライヤー2号が、飛行機による初の周回飛行を行う。
- 9月 - イタリアのアルド・コラッツァがイタリアで最初の近代的なグライダーによる飛行に成功する。
- 11月20日 - ウィルバー・ライトが、4.4kmの飛行に成功した。
- 日付不詳 - イギリスのエドワード・パーキス・フロストが内燃機関を動力とする羽ばたき機(オーニソプター)の実験を行い地面を離れた。

## 画像

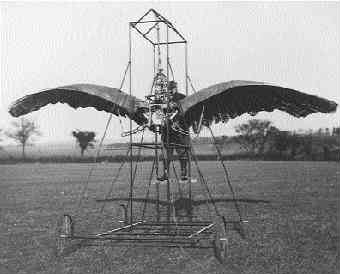
フロストのオーニソプター
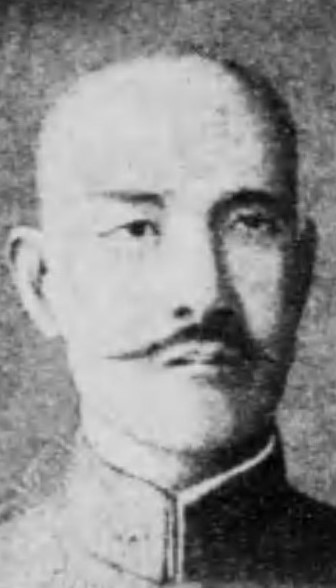
大日本帝国陸軍気球隊隊長・河野長敏